# O Fortuna

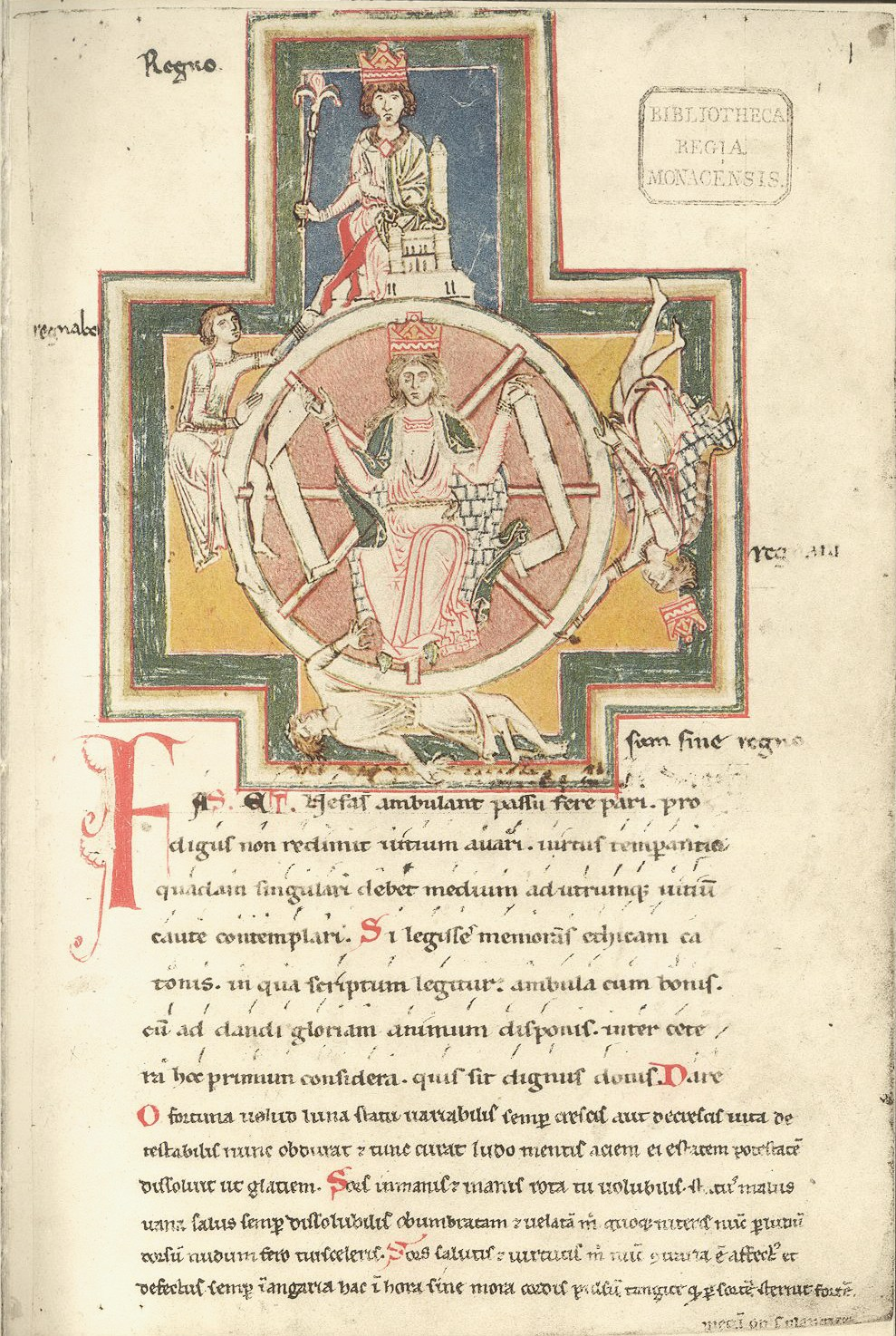
Carmina Burana

O Fortuna is een gedicht uit de dichtbundel Carmina Burana uit de 13de eeuw, oorspronkelijk in het Latijn. Carl Orff selecteerde 24 gedichten uit deze bundel voor zijn Carmina Burana en zette ze op muziek tussen 1935 en 1936. Fortuna is de godin van het lot, die vaak wordt voorgesteld als een vrouw die aan het Rad van Fortuin (fortuna) draait. Het gedicht opent en besluit de cyclus van Orff.

## Tekst
| O Fortuna (Latijn) | Nederlandse vertaling |
| --- | --- |
| O Fortuna velut luna statu variabilis, semper crescis aut decrescis; Vita detestabilis nunc obdurat et tunc curat; Ludo mentis aciem, egestatem, potestatem, dissolvit ut glaciem.           | Oh Fortuna, zoals de maan in veranderlijke gestalten, neem jij altijd toe of neem jij af; Een vervloekt leven nu eens is ze hard en dan weer is ze zorgzaam; Door het spel smelt geestelijke zekerheid, armoede, vermogen, weg als ijs.                    |
| Sors immanis et inanis, rota tu volubilis, status malus, vana salus semper dissolubilis, obumbrata et velata michi quoque niteris; Nunc per ludum dorsum nudum fero tui sceleris.            | Vreselijk en ijdel lot jij rondwentelend rad ongunstige toestand vergeefse redder altijd oplosbaar, beschaduwd en besluierd ook kwel jij mij; Door het spel van jouw gedraai loop ik nu met een ontblote rug.                                              |
| Sors salutis et virtutis michi nunc contraria, est affectus et defectus semper in angaria. Hac in hora sine mora corde pulsum tangite; Quod per sortem sternit fortem, mecum omnes plangite! | Het lot van welzijn en deugd, voor mij nu ongunstig, bestaat uit stemming en moedeloosheid altijd in drukkend zware dienst. Hier op dit uur onverwijld beroert de snaren met het hart; Omdat het lot de sterke doet instorten, jammert allen luid met mij! |